# Tokyo Dome City Attractions
A Tokyo Dome City Attractions egy vidámpark a tokiói Tokyo Dome baseballstadion mellett Bunkjóban (Japán). A park 1958-ban nyitott, 2003 áprilisáig Kórakuen néven üzemelt. Játékai között van a Big O, a világ első belső rész nélküli óriáskereke, és a 80 méter magas Thunder Dolphin hullámvasút.

## Balesetek
- 2010. február 29-én egy 26 éves alkalmazott elveszítette három ujját, miközben a Tower Hacker-t ellenőrizte a reggeli parknyitás előtt.[2][3]
- 2010. december 5-én egy kilencéves kislány szenvedett kisebb sérüléseket, amikor egy, a Thunder Dolphin hullámvasútból kiinduló villám belecsapott.[4]
- 2011. január 30-án egy 34 éves férfi halálos balesetet szenvedett, amikor kiesett a Spinning Coaster Maihime hullámvasútból.[2][5]